# Студентська (печера)
Студе́нтська — печера, що розташована на північно-східній околиці міста Кременця, в урочищі «Дівочі Скелі». Належить до національного парку «Кременецькі гори».
Довжина печери  — 240 м. Сформовувалася у товщі піскуватих вапняків сарматського ярусу неогенної системи, що увінчують вершини Кременецьких гір, утворюючи стрімкі обривисті карнизи, заввишки 8—9 м. Вхід до печери — в підніжжі однієї зі скель мисоподібного виступу, витягнутого на південний захід і всипаного великими (до 500 м) брилами піскуватих вапняків. Печера становить систему вузьких ходів, розміщених уздовж тектонічних тріщин.
Дно вкрите щебенисто-уламковим матеріалом та окремими брилами. Печера суха, лише подекуди видно сліди тимчасового скупчення води, що просочується згори під час інтенсивних опадів.
Походження Студентської печери — карстово-суфозійне. Неподалік розташовані ряд менших печер аналогічного утворення. У деяких із них виявлено й описано (І. Підоплічко, 1965; К. Татаринов, 1970) скупчення залишок плейстоценових і ранньоголоценових тварин (печерного та бурого ведмедів, песця, північного оленя, лемінга й інші). Студентська печера має науково-пізнавальну цінність.